# Kissing hands
kiss hands ("Beijar Mãos") é um termo constitucional usado no Reino Unido para referir-se à tradicional instalação de governo de ministros apontado pela coroa britânica.
No passado, referia-se ao ato do então nomeado ministro em beijar as mãos do monarca como símbolo de humildade e lealdade com o soberano, sendo a humildade e a lealdade um requerimento para o governo do Rei.
Em tempos modernos, não se é esperado fisicamente um beijo nas mãos do soberano (embora alguns primeiro-ministros o tenham feito). Uma simples visita à Rainha é considerado para validar o apontamento, sendo esse encontro descrito como um "kissing hands".
Um convite a um líder de partido para formar um governo é descrito às vezes como "um convite para beijar mãos".